# Биоакумулација
Биоакумулација је постепено нагомилавање материја, као што су пестициди или друге хемикалије, у организму. До биоакумулације долази када организам апсорбује супстанцу брже од оне којом се та супстанца губи катаболизмом и излучивањем. Дакле, што је биолошко полувреме елиминације токсичне материје дуже, то је већи ризик од хроничног тровања, чак и ако количине токсина из окружења нису веома високе. Биоакумулација, на пример у рибама, може се предвидети моделима. Подаци не подржавају хипотезе за критеријуме одређивања величине молекула за употребу као потенцијалног показатеља  биоакумулације. Биотрансформација може снажно модификовати биоакумулацију хемикалија у организму.  
Биоакумулација се односи на унос из свих извора заједно (нпр. вода, храна, ваздух, итд.), Док се биоконцентрација односи на унос и акумулацију неке супстанце само из воде. 

## Примери

### Земља
Пример тровања на радном месту могу се видети из израза „луд као шеширџија“ (Енглеска из 18. и 19. века). Процес учвршћивања филца коришћен за израду шешира пре више од сто година укључивао је живу, која формира органске јоне попут метил живе ([CH3Hg]+), који је растворљив у липидима и има тенденцију накупљања у мозгу, што резултира тровање живом. Остали отрови растворљиви у липидима укључују тетраетиленска једињења (олово у оловном бензину) и ДДТ. Ова једињења се складиште у масним ткивима, а када се масна ткива троше за енергију, једињења се ослобађају и изазивају акутно тровање. 
Стронцијум-90, део падавина из атомске бомбе, хемијски је довољно сличан калцијуму да се користи у остеогенези, где његово зрачење може дуготрајно да нанесе штету. 
Неке животињске врсте показују биоакумулацију као начин одбране; конзумирањем токсичних биљака или животињског плена, врста може акумулирати токсин, који тако одвраћа потенцијалног предатора. Један пример је дувански мољац, која концентрише никотин до токсичног нивоа у свом телу док конзумира биљке дувана. Тровање малих потрошача може се пренети дуж ланца исхране како би утицало на касније потрошаче. Остала једињења која се обично не сматрају токсичним могу се накупити до нивоа токсичности у организмима. Класичан пример је витамин А који се концентрише у јетри месождера, нпр. поларних медведа: као чисти месождер који се храни другим месождерима (фоке), у својој јетри накупљају изузетно велике количине витамина А. Староседеоци Арктика знали су да јетру месождера не треба јести, али арктички истраживачи су претрпели хипервитаминозу А, једући џигерице медведа (а постојао је барем један пример сличног тровања антарктичких истраживача који су јели јетру хаски паса). Један запажен пример тога је експедиција сер Дагласа Мосона, када је његов сапутник из истраживања умро једући јетру једног од њихових паса. 

### Вода
Обалне рибе (попут Tetractenos glaber) и морске птице (попут атлантске њорке) често се посматрају због биоакумулације тешких метала. Метил жива улази у слатководне системе кроз индустријске емисије и кишу. Како се његова концентрација повећава у ланцу исхране, она може достићи опасне нивое и за рибе и за људе који се ослањају на рибу као извор хране.
Природно произведени токсини се такође могу биоакумулирати. Цветање морске алге познато као "црвена плима" може довести до тога да локални организми који се хране организмима попут дагњи и каменица постану токсични; риба коралних гребена може бити одговорна за тровање познато као цигуатера када акумулирају токсин зван цигуатоксин из гребенских алги. 
У неким еутрофичним воденим системима може доћи до биоразблажења. Овај тренд је смањење контаминанта са порастом трофичког нивоа и настаје због већих концентрација алги и бактерија које „разблажују“ концентрацију загађивача. 